# ماركوس كزين
ماركوس كزين (بالإنجليزية: Marcus Cousin)‏ مواليد 18 ديسمبر 1986 في بالتيمور، هو لاعب كرة سلة أمريكي بدأ مسيرته الاحترافية في سنة 2009 يلعب في دوري بي جاي كلاعب وسط ويحمل الرقم 50. يبلغ طوله 6 قدم 11 بوصة (2.1 م).

## فرق لعب لها
- يوتاه جاز
- كرانسي أوكتيابر

## إحصائيات المسيرة

### الموسم الاعتيادي
| السنة   | الفريق    | لعب | بدأ | دقيقة | ميداني% | ثلاثية | حرة  | ارتداد | صنع | استلاب | تصدي | نقطة |
| ------- | --------- | --- | --- | ----- | ------- | ------ | ---- | ------ | --- | ------ | ---- | ---- |
| 2010–11 | يوتاه جاز | 4   | 0   | 4.5   | .667    | .000   | .000 | .8     | .0  | .0     | .3   | 1.0  |
| المسيرة |           | 4   | 0   | 4.5   | .667    | .000   | .000 | .8     | .0  | .0     | .3   | 1.0  |

## روابط خارجية
- ماركوس كزين على موقع إن بي أي (الإنجليزية)
- ماركوس كزين على موقع سبورتس رفرنس (الإنجليزية)
- ماركوس كزين على موقع كرة السلة الأوروبية.كوم (الإنجليزية)
- ماركوس كزين على موقع DraftExpress.com (الإنجليزية)
- ماركوس كزين على موقع كلية كرة السلة في سبورتس رفرنس.كوم (الإنجليزية)
- ماركوس كزين على موقع ريلجم (الإنجليزية)
- ماركوس كزين على موقع بروبوليرز (الإنجليزية)
- ماركوس كزين على موقع سبورتس رفرنس (الإنجليزية)
- ماركوس كزين على موقع سبورتس رفرنس (الإنجليزية)